# Francisco Villota Pérez Cotapos
Francisco Villota Pérez-Cotapos (Santiago de Chile, 1778 - Batalla de Huemul, Teno, Chile; 27 de enero de 1817) fue administrador de la Hacienda Teno y lugarteniente de Manuel Rodríguez. Participó como artífice de la guerrilla independentista local del sector de Curicó durante el periodo de Independencia de Chile, muriendo en la Batalla de Huemul.

## Historia

### Primeros años
Nace en Santiago en 1778, es uno de los 11 hijos del matrimonio formado por el comerciante español avencindado en Chile y partidario de la Monarquía, Celedonio Villota y Josefa Pérez Cotapos Guerrero.

### Independencia de Chile
Durante el periodo de Independencia de Chile apoya el proceso desde el territorio de Curicó en la formación de guerrilla local.

### Muerte
Cae junto a otros 13 patriotas a manos de tropas realistas en la batalla de Huemul, el 27 de enero de 1817. Posterior a este hecho, las tropas trasladan el cuerpo a la Plaza de Armas de Curicó para ser exhibido a la comunidad, desde donde fue trasladado hacia la Iglesia San Francisco donde se le dio entierro bajo el altar.

## Reconocimientos

### Calle en Curicó
Una calle céntrica de Curicó lleva su nombre. 

### Traslado simbólico luego de terremoto
Durante 2010 y posterior al terremoto donde sufrió graves daños la Iglesia San Francisco de Curicó, se realizó un traslado simbólico de sus exequias en un cortejo fúnebre que finalizó en la colocación de un monolito en el atrio de la Iglesia Matriz de Curicó.

### Libro histórico
El historiador René León Echáiz recopiló la historia de Francisco Villota editando el libro "Francisco Villota, el guerrero olvidado".